# 平和島
平和島（日语：／ Heiwajima */?）是東京都大田區的人工島與同區町名。現行行政地名為平和島一丁目至平和島六丁目。人口254人，僅有平和島二丁目、平和島五丁目有居民（2013年8月1日）。填海地名為京濱第2區填海地。現在已與陸地相連。

## 概要
位於東京都大田區東部。北鄰品川區勝島。東鄰大田區東海（大井埠頭），南鄰大田區昭和島，西鄰大田區大森本町、大田區平和之森公園。與東部的大田區東海之間為京濱運河。
區內大半為工業用地。幹線道路聚集，因此吸引東京流通中心等各企業物流中心、貨車總站、倉庫、冷藏倉庫等進駐，是具有強烈流通業務性質的區域。平和島競艇場也在本地。
1939年起開始進行填海工程，第二次世界大戰期間曾中斷施工。戰時是美國等同盟國俘虜收容所（東京俘虜收容所）。戰後曾作為東條英機等戰犯的暫時收容所。因為有著這段歷史，為祈求和平而命名為「平和島」。1960年代以後逐漸成為流通業務重鎮。

## 地名由來
因此地曾是俘虜收容地、戰犯收容所，為祈求和平而命名為「平和島」。

## 年表
- 1939年1月31日 - 京濱第2區填海地取得許可。事業主體為東京都。
- 1967年
  - 7月18日 - 竣工。竣工面積1,176,588 m²
  - 9月 - 編入東京都大田區。
  - 10月 - 町名命名為「平和島」。
- 1968年
  - 4月15日 - 實施住居表示[2]。
- 1988年4月1日 - 二丁目擴張[3]。

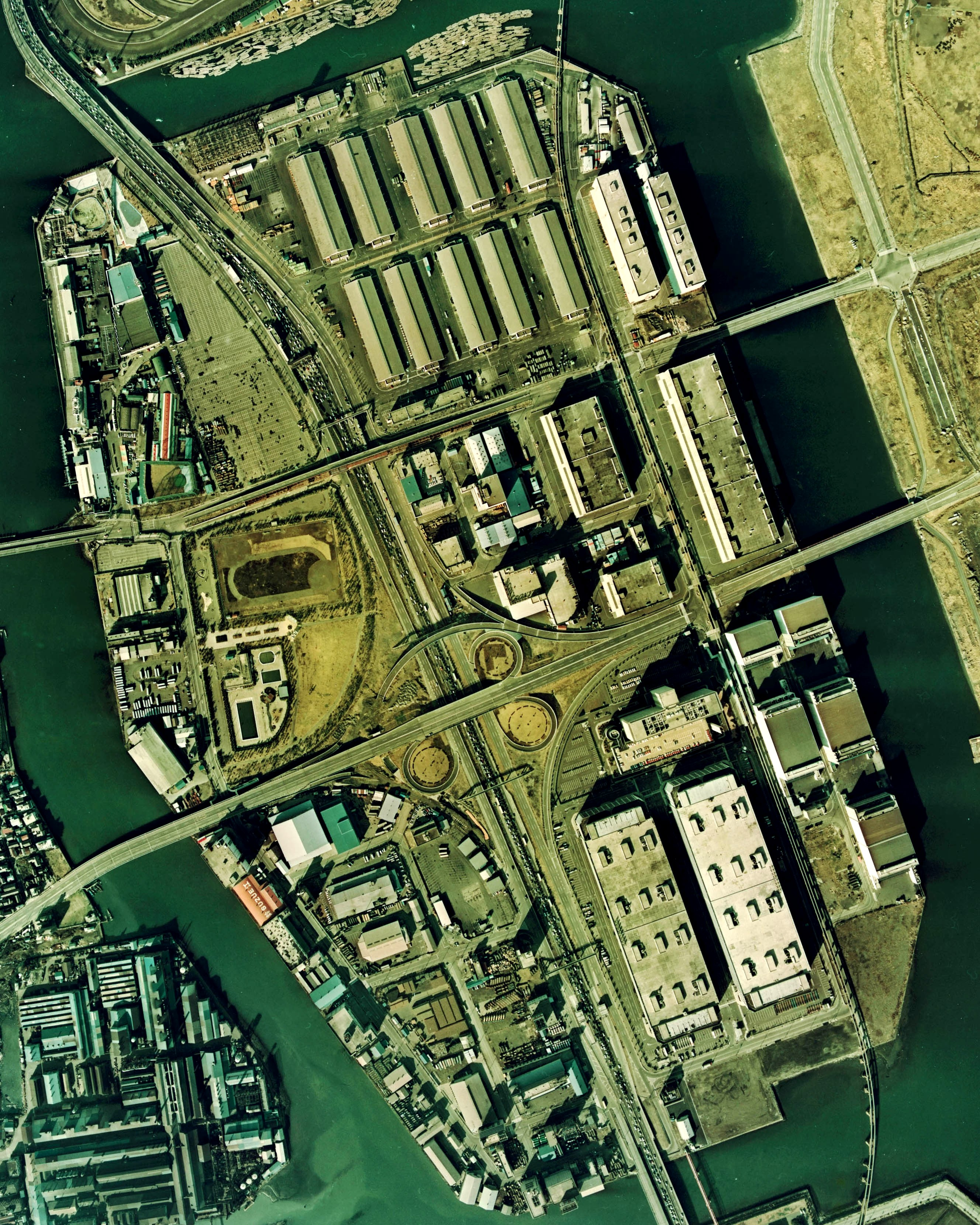
平和島附近的空照圖。1974年攝影。尚未有平和之森公園，仍是獨立島嶼。
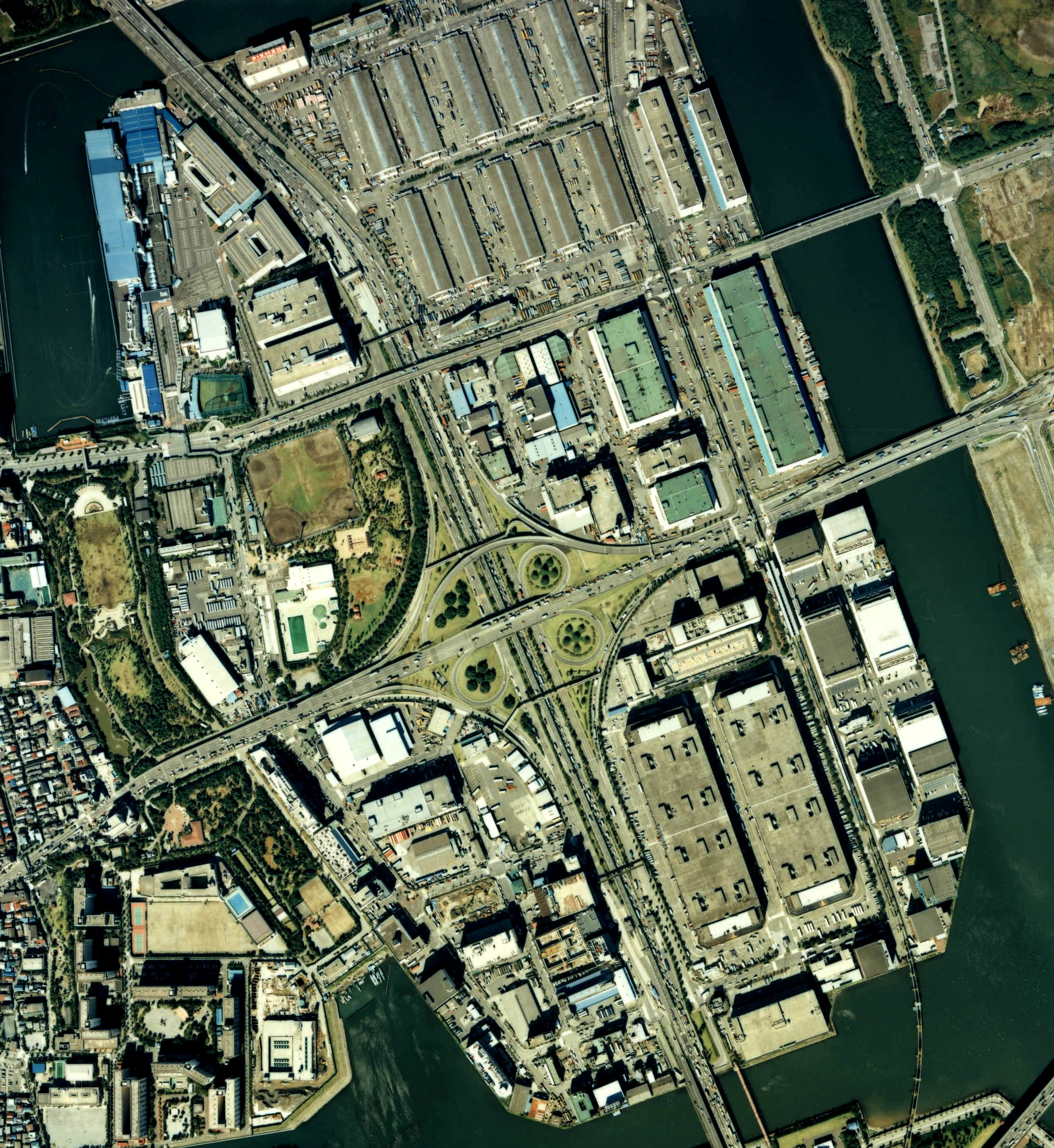
平和島附近的空照圖。1989年攝影。鄰接平和之森公園。

### 町名變遷
| 實施後       | 實施年月日    | 實施前（未標記表各町一部分）                                                       |
| ------------ | ------------- | ---------------------------------------------------------------------------------- |
| 平和島一丁目 | 1968年4月15日 | 平和島一丁目                                                                       |
| 平和島二丁目 | 1968年4月15日 | 平和島二丁目                                                                       |
| 平和島二丁目 | 1988年4月1日  | 平和島二丁目四番先公有水面、平和島二丁目六番先公有水面、平和島二丁目七番先公有水面 |
| 平和島三丁目 | 1968年4月15日 | 平和島三丁目                                                                       |
| 平和島四丁目 | 1968年4月15日 | 平和島四丁目                                                                       |
| 平和島五丁目 | 1968年4月15日 | 平和島五丁目                                                                       |
| 平和島六丁目 | 1968年4月15日 | 平和島六丁目                                                                       |

## 地域內的町名
- 平和島一丁目 - 地域西北部。東京都道316號日本橋芝浦大森線（海岸通）以西的區域。區內有各企業物流中心與停車場，運河旁有平和島競艇場（日语：平和島競艇場）與BIG FUN平和島（日语：ビッグファン平和島）。也是平和觀音像所在地。
- 平和島二丁目 - 地域東北部。海岸通以東的區域。區內有京濱貨車總站、各運送業者事務所、貨物站、物流中心等相關設施。
- 平和島三丁目 - 地域中東部。環七通北側、海岸通東側的區域。區內有企業倉庫、物流中心。
- 平和島四丁目 - 地域中西部。環七通北側、海岸通西側的區域。區內有企業物通中心，占據大部分的大田區立平和島公園、東京都下水道局平和島抽水站、京濱急行巴士大森營業所等。
- 平和島五丁目 - 地域西南部。環七通南側、海岸通西側的區域。區內有各企業物通中心、哈多巴士本社與車庫。
- 平和島六丁目 - 地域東南部。環七通南側、海岸通東側的區域。區內有東京流通中心與各企業冷藏工廠、冷藏倉庫群。東京單軌電車羽田線流通中心站也在此地。

## 交通
勝平橋連結北邊的品川區勝島。新平和橋與大和大橋連結東邊的大田區東海（大井埠頭）。南海橋連結南邊的昭和島。都大橋連結西邊的平和之森公園，但現在陸地已相連。
南北向的東京都道316號日本橋芝浦大森線（海岸通）與平行的首都高速1號羽田線貫穿本地中央，並設有首都高速道路平和島出入口與平和島服務區。此外，也與通過本地中央的東西向環七通交會。道路也設計成適合大型車的形態。
鐵路車站方面，本地有東京單軌電車羽田線流通中心站。另外也可利用步行20分-30分的京急本線平和島站（平和島站位於大田區大森北）。此外，還可搭乘大森站出發的京濱急行巴士路線。

## 備註
1. ↑  .   [2013-08-28]. （原始内容存档于2014-02-18）.
2. ↑  1968年（昭和43年）7月23日自治省告示第158號「住居表示が実施された件」
3. ↑  1991年（平成3年）2月16日自治省告示第9號「住居表示が実施された件」